# Bushoong jezik
Bushoong jezik (ISO 639-3: buf), benue-kongoanski jezik uže sjeverozapadne bantu skupine u zoni C, kojim govori oko 155 000 ljudi (2000) u DR kongoanskoj provinciji Kasaï Occidental.
Zajedno s jezicima dengese [dez], lele [lel], Songomeno jezik|songomeno [soe] i wongo [won] čini podskupinu bushong (C.90). Ima više dijalekata: djembe, ngende, ngombe (ngombia), ngongo i pianga (panga, tsobwa, shobwa, shoba). 

## Vanjske poveznice
- Ethnologue (14th)
- Ethnologue (15th)